# Gillingham (Dorset)
Pour les articles homonymes, voir Gillingham.
Gillingham est une ville du Dorset, en Angleterre. Elle est située dans le district du North Dorset, dans la région naturelle de Blackmore Vale (en). Au moment du recensement de 2011, elle comptait 7 502 habitants.
Son nom se prononce avec un /g/ à l'initiale, contrairement à celui de la ville homographe de Gillingham dans le Kent.